# Bibiana (nome)
Bibiana  è un nome proprio di persona italiano femminile.

## Varianti
- Femminili: Bibbiana[2][4]
- Maschili: Bibiano[2][4], Bibbiano[2][4]

### Varianti in altre lingue
- Catalano: Bibiana
  - Maschili: Bibià[5]
- Ceco: Bibiana
- Francese: Bibienne
- Latino: Bibiana[1][3], Vibiana[1]
  - Maschili: Vibianus[1]
- Polacco: Bibiana
- Portoghese: Bibiana
- Slovacco: Bibiána[3]
- Spagnolo: Bibiana[3]
  - Maschili: Bibiano[5]

## Origine e diffusione
Deriva dall'antico nome latino Vibiana, mutato successivamente in Bibiana per uno scambio fra v e b frequente nel tardo latino; la forma maschile di tale nome, Vibianus, è attestata in epoca imperiale ed è un patronimico derivato dal gentilizio Vibius, un nome dalla probabile origine etrusca. Alcune fonti lo legano invece al nome Viviana, riconducendo quest'ultimo al verbo vivere; tuttavia è possibile che sia vero il contrario, per cui anche Viviana sarebbe derivato da Vibiana.
Il nome, sostenuto solo dal culto di santa Bibiana, gode di scarsa diffusione in Italia; negli anni settanta se ne contavano poco più di un migliaio di occorrenze (di cui solo alcune decine delle forme maschili), sparse su tutto il territorio nazionale.

## Onomastico
L'onomastico viene festeggiato il 2 dicembre in ricordo di santa Bibiana, invocata contro le emicranie e le occlusioni intestinali. Con questo nome si ricordano anche, alle date seguenti:
- 2 luglio, beata Bibiana Mun Yeong-in, membro della corte reale coreana, uccisa a Seul, una dei martiri di Corea[9]
- 28 agosto, san Bibiano o Viviano, vescovo di Saintes[2][10][11]
- 26 dicembre, santa Bibiana Hampai o Khamphai, martire con altre compagne a Ban Songkhon, presso Mukdahan (Thailandia)[8][9]

## Persone
- Bibiana Aído, politica spagnola
- Bibiana Beglau, attrice tedesca

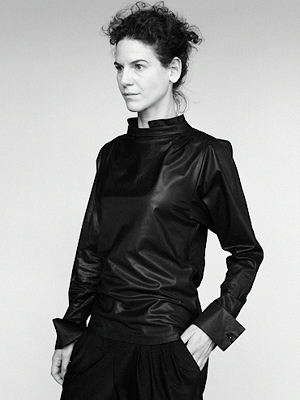
Bibiana Beglau

- Bibiana Candelas, pallavolista messicana
- Bibiana Perez, sciatrice alpina italiana
- Bibiana Steinhaus, arbitra di calcio tedesca
- Bibiana von Pernstein, nobile italiana

### Variante maschile Bibiano
- Bibiano Fernandes, artista marziale misto brasiliano
- Bibiano Ouano, cestista e allenatore di pallacanestro filippino
- Bibiano Zapirain, calciatore uruguaiano